# 龍潭駅 (南京市)
龍潭駅（りょうたんえき）は中華人民共和国江蘇省南京市棲霞区潤陽路、港城路と港通路の間にある、2026年開業予定の南京地下鉄S5号線の駅である。

## 駅名
事業着手当初は南京地下鉄集団は「港城路駅」の仮称を用いており、2024年6月6日に「龍潭駅」を駅名として第一次公示され、2024年7月4日に「龍潭駅」を駅名として第二次公示され、2024年8月1日に駅名が「龍潭駅」に決定したことが発表された。

## 駅構造

### のりば
| 番線 | 路線             | 行先              | 行先          |
| ---- | ---------------- | ----------------- | ------------- |
|      | 南京地下鉄S5号線 | 摂山・仙林湖 方面 | 仙林湖 行き   |
|      | 南京地下鉄S5号線 | 靖安・黄天蕩 方面 | 揚州西駅 行き |

## 隣の駅
南京地下鉄
■ S5号線
江乗駅 - 龍潭駅 - 龍潭新城駅